# Finale Europacup I 1968
De finale van de Europacup I van het seizoen 1967/68 werd gehouden op 29 mei 1968 in het Wembley Stadium in Londen. Benfica stond voor de vijfde keer in de finale. De Portugezen verloren na verlengingen van Manchester United. De Engelsen wonnen in eigen land voor het eerst de Europacup.
De finale had een symbolische waarde voor Manchester United. De Engelsen veroverden hun eerste Europacup precies 10 jaar na de vliegramp van München, waarbij zo goed als alle spelers van Manchester United om het leven kwamen. Aanvoerder Bobby Charlton, Bill Foulkes en trainer Matt Busby overleefden de crash wel. Ze bouwden 10 jaar lang aan een nieuw elftal, met als resultaat de eindwinst in de Europacup I.

## Wedstrijd
|             |                                     |              |           |                                                                                         |
| 29 mei 1968 | Manchester United                   | 4 – 1 (n.v.) | Benfica   | Wembley Stadium, Londen Toeschouwers: 92.225 Scheidsrechter: Concetto Lo Bello (Italië) |
| 29 mei 1968 | Charlton 53', 99' Best 93' Kidd 94' |              | 75' Graça | Wembley Stadium, Londen Toeschouwers: 92.225 Scheidsrechter: Concetto Lo Bello (Italië) |

| Man United | Benfica |

| Manchester United: |    |                |
|                    |    |                |
| GK                 | 1  | Alex Stepney   |
| DF                 | 2  | Shay Brennan   |
| DF                 | 5  | Bill Foulkes   |
| DF                 | 10 | David Sadler   |
| DF                 | 3  | Tony Dunne     |
| RM                 | 4  | Pat Crerand    |
| CM                 | 9  | Bobby Charlton |
| LM                 | 6  | Nobby Stiles   |
| RF                 | 7  | George Best    |
| CF                 | 8  | Brian Kidd     |
| LF                 | 11 | John Aston Sr. |
| Coach:             |    |                |
| Matt Busby         |    |                |

| Benfica:    |    |                    |
|             |    |                    |
| GK          | 1  | José Henrique      |
| DF          | 2  | Adolfo Calisto     |
| DF          | 3  | Humberto Fernandes |
| DF          | 4  | Jacinto Santos     |
| DF          | 5  | Fernando Cruz      |
| RM          | 6  | Jaime Graça        |
| CM          | 7  | Mário Coluna       |
| LM          | 8  | José Augusto       |
| RF          | 9  | José Torres        |
| CF          | 10 | Eusébio            |
| LF          | 11 | António Simões     |
| Coach:      |    |                    |
| Otto Glória |    |                    |